# Charaxes nyungwensis
Charaxes nyungwensis is een vlinder van vlinder uit de onderfamilie Charaxinae. De wetenschappelijke naam van het geslacht werd voor het eerst geldig gepubliceerd in 2011 door Eric Vingerhoedt & Gaël Vandeweghe.

## Type
- holotype: "male. II.2007"
- instituut: Collectie Eric Vingerhoedt, Esneux, België
- typelocatie: "Rwanda, ParcNational de Nyungwe, 2°33.0'S, 29°33.0'E"